# María de las Mercedes Adam de Aróstegui
María Emma de las Mercedes Adam de Aróstegui (Camagüey, Cuba, 24 de septiembre de 1873-Madrid, España, 20 de octubre de 1957) fue una pianista y compositora cubana que vivió y trabajó en España. 

## Infancia
Nació en Camagüey, Cuba, y se trasladó a España con su familia a la edad de nueve años. Estudió piano y composición en el Real Conservatorio Superior de Música de Madrid y posteriormente continuó sus estudios en París con Louis Diemer, Jules Massenet y Vincent d'Indy.  Tras completar su educación, trabajó como compositora y concertista de piano, realizando conciertos con Pau Casals. Su música fue interpretada en París y Cuba. Así mismo, fue la primera mujer cubana en componer una ópera: La vida es sueño.  Murió en Madrid el 20 de octubre de 1957.

## Vida artística
A la edad de nueve años, se trasladó junto a su familia desde Cuba a España, donde comenzó sus estudios con Joaquín Zuazagoitia en Santiago de Compostela. Continuó sus estudios musicales en el Real Conservatorio Superior de Música de Madrid, donde recibió su primer premio como pianista en 1888. Al finalizar sus estudios en Madrid, se trasladó a París, donde pudo ampliar su formación de piano con Louis Diemer, y de composición Jules Massenet y Vincent d'Indy. A su vuelta de París en 1933, ofreció recitales y conciertos de cámara junto a Pau Casals. Ese mismo año publicó el ensayo: La ética y la estética en la obra musical.
Durante todos sus viajes entre España y Cuba, conservó sus vínculos profesionales y afectivos con músicos cubanos y se incluyó en el ambiente artístico-musical de la isla, no solo con sus visitas periódicas, sino, a través de su obra, ya que el 16 de julio de 1933 la Orquesta Sinfónica de La Habana, bajo la dirección de Gonzalo Roig, interpretó su serenata española.
Ese mismo año, la Orquesta Filarmónica de La Habana, dirigida por Amadeo Roldán, llevó a escena tres más de sus obras: 
- La peregrinación de Childe Harold. (1898-1899)
- Poema sinfónico. (1914)
- En el campo de Waterloo.

Durante los años 30, su época más prolífica, estrenó su ópera La vida es sueño, basada en la obra homónima de Calderón de la Barca., convirtiéndose así en la primera mujer cubana en componer una ópera, la cual fue estrenada por la Orquesta Sinfónica de La Habana. 
Las obras orquestales tuvieron gran relevancia en su producción, de entre las que destacan  La infancia, Danzas cubanas, Serenata andaluza, y la Ballade guerrière écossaise, con texto de Sir Walter Scott. Así mismo, también compuso canciones y la pieza para voz y violonchelo A un femme.

## Obra

### Ópera
- La vida es sueño.

### Música sinfónica
- La peregrinación de Childe Harold. (1898-1899)
- Poema sinfónico. (1914)
- En el campo de Waterloo.
- La infancia.
- Danzas cubanas.
- Serenade Andalouse.
- Ballade Guerriere Ecossaise.
- La vida es sueño, para sols.

### Canciones
- Recopilación de la adolescencia.
- El cuaderno de los recuerdos.
- Armonía de la noche.
- Antonio y Cleopatra.
- A una femme.
- Si tú...
- Canción.
- Canción de Barberine.
- Ars Longa.

### Himno
- Himno patriótico.